# Welse
La Welse è un fiume tedesco, affluente sulla sinistra orografica dell'Odra, che scorre per 52 km nel  Land  del Brandeburgo.

## Corso
Nasce dal lago Präßnick, nella parte settentrionale del circondario del Barnim, ad un'altezza di 61 m s.l.m. raggiungendo l'Odra attraverso il canale di Hohensaaten-Friedrichsthal presso Schwedt/Oder.
Nel suo corso superiore la Welse scorre irregolarmente e riceve le acque del Grimnitzsee, confluenza che rappresenta di fatto l'inizio del fiume.  Scorre poi lentamente come un fiume di pianura fino a raggiungere il lago di Wolletz. Di qui raggiunge Angermünde e prosegue fino al Welsebruch, avendo perso nei 10 km che lo separavano da questo punto, circa 30 metri di livello s.m. Qui confluisce il ramo meridionale della Randow. 17 km dopo, presso Vierraden, entra nel canale Hohensaaten-Friedrichsthal che ne porta le acque nel fiume Odra dopo un percorso di poco più di 3 km.